# 大谷晃央
大谷晃央（Akio Ohtani，1976年7月31日—），日本花式撞球職業選手。

## 比賽成績
- 2002年西日本職業賽冠軍
- 2003年全日本職業公開賽冠軍
- 2006年安麗盃世界女子花式撞球錦標賽第9名

## 特殊事蹟
- 2003年日本女子職業撞球排名第三